# Cody Mattern
Cody Mattern (Reno, 23 febbraio 1981) è uno schermidore statunitense.

## Palmarès
In carriera ha conseguito i seguenti risultati:
- Mondiali di scherma

Parigi 2010: argento nella spada a squadre.
Kiev 2012: oro nella spada a squadre.
- Giochi Panamericani:

Rio de Janeiro 2007: bronzo nella spada a squadre.
Guadalajara 2011: oro nella spada a squadre.